# PEC Zwolle in het seizoen 2014/15 (mannen)
Het seizoen 2014/2015 was het 104e jaar in het bestaan van de Zwolse voetbalclub PEC Zwolle. De club kwam uit in de Eredivisie en het toernooi om de KNVB beker. Voor het eerst in de geschiedenis van de club zal er ook in een Europees toernooi worden gespeeld.

## Wedstrijdstatistieken

### Oefenduels
| Datum + plaats               | Wedstrijd                            | Uitslag        | Scoreverloop |
| ---------------------------- | ------------------------------------ | -------------- | --- |
| 28 juni 2014 Hasselt         | VV Olympia '28 (ama) – PEC Zwolle    | 0 – 13 (0 – 9) | 2' Athanasios Karagounis 0–1, 8' Denis Mahmudov 0–2, 14' Maurice van Raalte (e.d.) 0–3, 16' Bart Westra (e.d.) 0–4, 21' Denis Mahmudov 0–5, 32' Joost Broerse 0–6, 35' Dimitrios Ferfelis 0–7, 38' Dimitrios Ferfelis 0–8, 41' Mustafa Saymak 0–9, 48' Boris Rasevic 0–10, 79' Stefan Nijland 0–11, 84' Boris Rasevic 0–12, 90' Stefan Nijland 0–13 |
| 2 juli 2014 Meppel           | Meppeler selectie – PEC Zwolle       | 1 – 10 (0 – 4) | 6' Ryan Thomas 0–1, 35' Stefan Nijland 0–2, 43' Stefan Nijland 0–3, 45' Soufian Moro 0–4, 50' Dimitrios Ferfelis 0–5, 52' Denis Mahmudov 0–6, 66' Denis Mahmudov 0–7, 80' Denis Mahmudov 0–8, 83' Kaluzi 1–8, 88' Athanasios Karagounis 1–9, 90' Denis Mahmudov 1–10 |
| 5 juli 2014 Kampen           | Kamper selectie – PEC Zwolle         | 0 – 18 (0 – 7) | 8' Dimitrios Ferfelis 0–1, 13' Ben Rienstra 0–2, 19' Dimitrios Ferfelis 0–3, 25' Trent Sainsbury 0–4, 28' Dimitrios Ferfelis 0–5, 41' Dimitrios Ferfelis 0–6, 45' Dimitrios Ferfelis 0–7, 58' Stefan Nijland 0–8, 59' Denis Mahmudov 0–9, 61' Wouter Marinus 0–10, 67' Denis Mahmudov 0–11, 78' Stefan Nijland 0–12, 79' Wouter Marinus 0–13, 79' Jesper Drost 0–14, 84' Stefan Nijland 0–15, 86' Jesper Drost 0–16, 87' Jesper Drost 0–17, 90' Delvechio Blackson 0–18 |
| 8 juli 2014 Hasselt          | PEC Zwolle – Sparta Rotterdam        | 2 – 1 (1 – 0)  | 20' Stefan Nijland 1–0, 55' Denis Mahmudov 2–0, 60' Aleksandar Bjelica 2–1 |
| 12 juli 2014 Zwolle          | PEC Zwolle – VfL Bochum              | ? – ? (? – ?)  | |
| 12 juli 2014 Wezep           | PEC Zwolle – Royal Mouscron-Péruwelz | 1 – 1 (1 – 1)  | 2' Benjamin Delacourt 0–1, 42' Mustafa Saymak 1–1 |
| 18 juli 2014 Nieuwleusen     | PEC Zwolle – PAOK Saloniki           | 2 – 1 (0 – 1)  | 45' Nikos Spiropoulos 0–1, 50' Steven Fernandes Pereira 1–1, 63' Jesper Drost 2–1 |
| 25 juli 2014 Ilten           | Hannover 96 – PEC Zwolle             | 1 – 2 (1 – 2)  | 9' Joselu 1–0, 27' Mustafa Saymak 1–1, 43' Ben Rienstra 1–2 |
| 9 oktober 2014 Zwolle        | PEC Zwolle – FC Volendam             | 1 – 3 (1 – 0)  | 9' Soufian Moro 1–0, 64' Brandley Kuwas (p) 1–1, 68' Ludcinio Marengo 1–2, 81' Bert Steltenpool 1–3 |
| 13 november 2014 Zwolle      | PEC Zwolle – FC Emmen                | 1 – 1 (1 – 0)  | 38' Athanasios Karagounis 1–0, 54' Niek Vossebelt 1–1 |
|                              |                                      |                | |
| 6 januari 2015 Stellenbosch  | Santos – PEC Zwolle                  | 1 – 1 (0 – 1)  | 30' Ben Rienstra 0–1, Edwin Sitayitayi 1–1 |
| 10 januari 2015 Stellenbosch | Ajax Cape Town – PEC Zwolle          | 2 – 1 (1 – 1)  | 3' Bantu Mzwakali 1–0, 11' Sheraldo Becker 1–1, 77' Lance Davids 2–1 |

### Eredivisie
| 1e speelronde | PEC Zwolle | 2 – 0 (0 – 0)                | FC Utrecht                                                                                   | Opstelling PEC Zwolle: |
| 8 augustus 2014 Aanvangstijd: 20:00 uur Plaats: Zwolle IJsseldeltastadion Toeschouwers: 12.050 Scheidsrechter: Eric Braamhaar            | Jesper Drost 75' Soufian Moro 90'                                                                                        | Wedstrijdverslag             |                                                                                              | Boer, Van Polen, Sainsbury (29' Van der Werff), Broerse, Van Hintum, Saymak, Rienstra, Lukoki (83' Moro), Drost, Thomas, Nijland (64' Ioannidis) Ioannidis (90')                                    |
| 2e speelronde | FC Dordrecht | 1 – 2 (0 – 1)                | PEC Zwolle                                                                                   | Opstelling PEC Zwolle: |
| 16 augustus 2014 Aanvangstijd: 19:45 uur Plaats: Dordrecht Riwal Hoogwerkers Stadion Toeschouwers: 3.642 Scheidsrechter: Jochem Kamphuis | Giovanni Korte 81' | Wedstrijdverslag             | 40' Ryan Thomas 90' Mustafa Saymak                                                           | Boer, Van Polen, Van der Werff (63' Lam), Broerse, Van Hintum, Saymak, Rienstra, Lukoki, Drost, Thomas (55' Necid), Nijland (82' Pereira) Van Hintum (70', 79')                                     |
| 3e speelronde | PEC Zwolle | 2 – 1 (0 – 1)                | Vitesse                                                                                      | Opstelling PEC Zwolle: |
| 24 augustus 2014 Aanvangstijd: 12:30 uur Plaats: Zwolle IJsseldeltastadion Toeschouwers: 12.012 Scheidsrechter: Dennis Higler            | Maikel van der Werff 65' Stefan Nijland 88'                                                                              | Wedstrijdverslag             | 24' Davy Pröpper                                                                             | Boer, Lam, Van der Werff, Broerse (80' Sainsbury), Van Polen, Saymak, Rienstra, Lukoki, Drost, Moro (64' Thomas), Necid (64' Nijland) Van Polen (41'), Rienstra (58')                               |
| 4e speelronde | NAC Breda | 3 – 1 (1 – 0)                | PEC Zwolle                                                                                   | Opstelling PEC Zwolle: |
| 31 augustus 2014 Aanvangstijd: 14:30 uur Plaats: Breda Rat Verlegh Stadion Toeschouwers: 18.200 Scheidsrechter: Tom van Sichem           | Stipe Perica 37' Erik Falkenburg (pen) 66' Elson Hooi 84'                                                                | Wedstrijdverslag             | 49' Tomáš Necid                                                                              | Boer, Van Polen, Van der Werff (70' Ioannidis), Sainsbury (46' Broerse), Van Hintum, Lam, Saymak (46' Lukoki), Rienstra, Drost, Nijland, Necid Necid (53'), Lukoki (88')                            |
| 5e speelronde | PEC Zwolle | 3 – 1 (1 – 1)                | PSV                                                                                          | Opstelling PEC Zwolle: |
| 13 september 2014 Aanvangstijd: 20:45 uur Plaats: Zwolle IJsseldeltastadion Toeschouwers: 12.347 Scheidsrechter: Danny Makkelie          | Jesper Drost 41' Joost Broerse 65' Ben Rienstra 87'                                                                      | Wedstrijdverslag             | 32' (pen) Luuk de Jong                                                                       | Hahn, Van Polen, Sainsbury, Broerse, Van Hintum, Lukoki, Lam (89' Van der Werff), Lukoki (75' Saymak), Drost, Rienstra, Thomas (68' Nijland), Necid Broerse (32'), Lam (61')                        |
| 6e speelronde | AZ | 1 – 0 (0 – 0)                | PEC Zwolle                                                                                   | Opstelling PEC Zwolle: |
| 21 september 2014 Aanvangstijd: 14:30 uur Plaats: Alkmaar AFAS Stadion Toeschouwers: 14.748 Scheidsrechter: Björn Kuipers                | Markus Henriksen 72' | Wedstrijdverslag             |                                                                                              | Hahn, Van Polen, Van der Werff, Broerse, Van Hintum, Lam (82' Ioannidis), Rienstra, Saymak (61' Lukoki), Drost, Thomas (61' Nijland), Necid Rienstra (23')                                          |
| 7e speelronde | PEC Zwolle | 4 – 2 (2 – 1)                | Heracles Almelo                                                                              | Opstelling PEC Zwolle: |
| 27 september 2014 Aanvangstijd: 19:45 uur Plaats: Zwolle IJsseldeltastadion Toeschouwers: 12.350 Scheidsrechter: Jeroen Manschot         | Mustafa Saymak 14' Tomáš Necid (pen) 45' Stefan Nijland 85' Jesper Drost 90'                                             | Wedstrijdverslag             | 36' Thomas Bruns 71' Oussama Tannane                                                         | Hahn, Van Polen, Van der Werff, Broerse, Van Hintum, Saymak, Lam (61' Moro), Drost, Rienstra, Thomas, Necid (69' Nijland) Rienstra (27')                                                            |
| 8e speelronde | Ajax | 0 – 0                        | PEC Zwolle                                                                                   | Opstelling PEC Zwolle: |
| 5 oktober 2014 Aanvangstijd: 16:45 uur Plaats: Amsterdam Amsterdam ArenA Toeschouwers: 49.892 Scheidsrechter: Bas Nijhuis                | | Wedstrijdverslag             |                                                                                              | Hahn, Van Polen, Van der Werff, Broerse (46' Sainsbury), Van Hintum, Saymak (24' Lukoki), Lam (88' Dekker), Drost, Rienstra, Thomas, Necid Thomas (32'), Rienstra (35')                             |
| 9e speelronde | Go Ahead Eagles | 3 – 2 (3 – 1)                | PEC Zwolle                                                                                   | Opstelling PEC Zwolle: |
| 19 oktober 2014 Aanvangstijd: 14:30 uur Plaats: Deventer De Adelaarshorst Toeschouwers: 7.907 Scheidsrechter: Serdar Gözübüyük           | Jeffrey Rijsdijk 7' Fernando Lewis 14' Bart Vriends 36'                                                                  | IJsselderby Wedstrijdverslag | 20' Stefan Nijland 75' Tomáš Necid                                                           | Hahn, Van Polen, Van der Werff, Broerse, Van Hintum, Lukoki, Lam (70' Brama), Nijland (76' Ioannidis), Rienstra, Thomas (70' Moro), Necid Lam (39'), Van Hintum (60'), Lukoki (87')                 |
| 10e speelronde | PEC Zwolle | 2 – 2 (0 – 1)                | sc Heerenveen                                                                                | Opstelling PEC Zwolle: |
| 26 oktober 2014 Aanvangstijd: 14:30 uur Plaats: Zwolle IJsseldeltastadion Toeschouwers: 12.400 Scheidsrechter: Reinold Wiedemeijer       | Tomáš Necid 51' Maikel van der Werff 74'                                                                                 | Wedstrijdverslag             | 38' (pen) Mark Uth 61' Mark Uth                                                              | Hahn, Van Polen, Van der Werff, Broerse (71' Sainsbury), Van Hintum, Lukoki, Lam (71' Nijland), Drost, Rienstra, Thomas (74' Karagounis), Necid Drost (30')                                         |
| 11e speelronde | Feyenoord | 2 – 0 (0 – 0)                | PEC Zwolle                                                                                   | Opstelling PEC Zwolle: |
| 1 november 2014 Aanvangstijd: 19:45 uur Plaats: Rotterdam Stadion Feijenoord Toeschouwers: 47.500 Scheidsrechter: Pieter Vink            | Sven van Beek 50' Jean-Paul Boëtius 62'                                                                                  | Wedstrijdverslag             |                                                                                              | Hahn, Van Polen, Sainsbury, Van der Werff, Van Hintum, Lukoki, Lam (66' Saymak), Drost (73' Nijland), Rienstra, Thomas (66' Karagounis), Necid Lukoki (16'), Lam (61')                              |
| 12e speelronde | PEC Zwolle | 2 – 0 (1 – 0)                | FC Groningen                                                                                 | Opstelling PEC Zwolle: |
| 8 november 2014 Aanvangstijd: 19:45 uur Plaats: Zwolle IJsseldeltastadion Toeschouwers: 12.420 Scheidsrechter: Björn Kuipers             | Johan Kappelhof (e.d.) 5' Tomáš Necid 58'                                                                                | Wedstrijdverslag             |                                                                                              | Hahn, Van Polen, Sainsbury, Van der Werff, Van Hintum, Lukoki (90+1' Nijland), Saymak (79' Brama), Drost (88' Broerse), Rienstra, Thomas, Necid Van Polen (54'), Drost (86') Necid (79')            |
| 13e speelronde | PEC Zwolle | 1 – 2 (1 – 1)                | FC Twente                                                                                    | Opstelling PEC Zwolle: |
| 23 november 2014 Aanvangstijd: 14:30 uur Plaats: Zwolle IJsseldeltastadion Toeschouwers: 12.500 Scheidsrechter: Pol van Boekel           | Ryan Thomas 28' | Wedstrijdverslag             | 39' Luc Castaignos 80' Luc Castaignos                                                        | Hahn, Van Polen, Sainsbury, Van der Werff, Van Hintum, Lukoki, Saymak (80' Brama), Drost, Rienstra, Thomas (80' Karagounis), Nijland (70' Ferfelis) Lukoki (71')                                    |
| 14e speelronde | Excelsior | 0 – 5 (0 – 3)                | PEC Zwolle                                                                                   | Opstelling PEC Zwolle: |
| 30 november 2014 Aanvangstijd: 14:30 uur Plaats: Rotterdam Stadion Woudestein Toeschouwers: 3.600 Scheidsrechter: Eric Braamhaar         | | Wedstrijdverslag             | 17' Stefan Nijland 26' Mustafa Saymak 28' Jesper Drost 52' Stefan Nijland 66' Mustafa Saymak | Hahn, Van Polen, Sainsbury (70' Lam), Van der Werff (78' Dekker), Van Hintum, Lukoki, Saymak, Drost, Rienstra, Thomas (70' Moro), Nijland                                                           |
| 15e speelronde | PEC Zwolle | 3 – 1 (1 – 0)                | ADO Den Haag                                                                                 | Opstelling PEC Zwolle: |
| 7 december 2014 Aanvangstijd: 12:30 uur Plaats: Zwolle IJsseldeltastadion Toeschouwers: 11.700 Scheidsrechter: Kevin Blom                | Tomáš Necid (pen) 17' Jesper Drost 58' Tomáš Necid 71'                                                                   | Wedstrijdverslag             | 74' Michiel Kramer                                                                           | Hahn, Van Polen, Sainsbury (76' Lam), Van der Werff, Van Hintum, Lukoki, Saymak (84' Brama), Drost, Rienstra, Thomas, Necid (84' Nijland) Van Polen (13')                                           |
| 16e speelronde | Willem II | 0 – 1 (0 – 0)                | PEC Zwolle                                                                                   | Opstelling PEC Zwolle: |
| 13 december 2014 Aanvangstijd: 19:45 uur Plaats: Tilburg Koning Willem II-stadion Toeschouwers: 11.500 Scheidsrechter: Ed Janssen        | | Wedstrijdverslag             | 74' Tomáš Necid                                                                              | Hahn, Van Polen, Lam, Van der Werff, Van Hintum, Brama (46' De Boom (89' Ehizibue)), Saymak, Drost, Rienstra, Thomas (66' Nijland), Necid Lam (84')                                                 |
| 17e speelronde | SC Cambuur | 2 – 1 (0 – 1)                | PEC Zwolle                                                                                   | Opstelling PEC Zwolle: |
| 20 december 2014 Aanvangstijd: 18:30 uur Plaats: Leeuwarden Cambuurstadion Toeschouwers: 9.834 Scheidsrechter: Martin van den Kerkhof    | Sander van de Streek 57' Erik Bakker (pen) 89'                                                                           | Wedstrijdverslag             | 19' Thomas Lam                                                                               | Hahn, Van Polen, Lam, Van der Werff, Van Hintum, Brama (89' Ferfelis), Rienstra, Lukoki, Saymak (5' Nijland), Drost, Necid Lam (37'), Necid (73'), Hahn (88'), Van Polen (90+2')                    |
| 18e speelronde | PEC Zwolle | 4 – 1 (1 – 0)                | NAC Breda                                                                                    | Opstelling PEC Zwolle: |
| 17 januari 2015 Aanvangstijd: 18:30 uur Plaats: Zwolle IJsseldeltastadion Toeschouwers: 12.200 Scheidsrechter: Eric Braamhaar            | Bart van Hintum 4' Jesper Drost 63' Jody Lukoki 67' Ben Rienstra 71'                                                     | Wedstrijdverslag             | 57' Adnane Tighadouini                                                                       | Hahn, Van Polen, Van der Werff (86' Ehizibue), Bjelica, Van Hintum, Brama, Rienstra, Lukoki (89' Moro), Drost, Thomas (69' Becker), Nijland                                                         |
| 19e speelronde | PEC Zwolle | 1 – 1 (1 – 1)                | AZ                                                                                           | Opstelling PEC Zwolle: |
| 24 januari 2015 Aanvangstijd: 19:45 uur Plaats: Zwolle IJsseldeltastadion Toeschouwers: 12.250 Scheidsrechter: Pieter Vink               | Jody Lukoki 15' | Wedstrijdverslag             | 5' Nemanja Gudelj                                                                            | Hahn, Van Polen, Lam, Bjelica, Van Hintum, Brama, Rienstra, Lukoki, Drost, Thomas, Nijland (69' Becker)                                                                                             |
| 20e speelronde | FC Utrecht | 0 – 2 (0 – 1)                | PEC Zwolle                                                                                   | Opstelling PEC Zwolle: |
| 1 februari 2015 Aanvangstijd: 14:30 uur Plaats: Utrecht Stadion Galgenwaard Toeschouwers: 19.078 Scheidsrechter: Siemen Mulder           | | Wedstrijdverslag             | 39' Thomas Lam 80' Stefan Nijland                                                            | Hahn, Van Polen, Van der Werff, Lam (48' Bjelica), Van Hintum, Brama, Rienstra, Lukoki, Drost (87' Broerse), Becker, Thomas (65' Nijland) Lukoki (69')                                              |
| 21e speelronde | PEC Zwolle | 4 – 0 (1 – 0)                | FC Dordrecht                                                                                 | Opstelling PEC Zwolle: |
| 4 februari 2015 Aanvangstijd: 20:00 uur Plaats: Zwolle IJsseldeltastadion Toeschouwers: 11.430 Scheidsrechter: Eric Braamhaar            | Stefan Nijland 43' Sheraldo Becker 79' Ben Rienstra 85' Stefan Nijland 86'                                               | Wedstrijdverslag             |                                                                                              | Hahn, Van Polen, Van der Werff, Lam, Van Hintum, Brama, Rienstra (87' Dekker), Becker, Drost, Thomas (82' Moro), Nijland (87' Ferfelis)                                                             |
| 22e speelronde | sc Heerenveen | 4 – 0 (3 – 0)                | PEC Zwolle                                                                                   | Opstelling PEC Zwolle: |
| 7 februari 2015 Aanvangstijd: 19:45 uur Plaats: Heerenveen Abe Lenstra Stadion Toeschouwers: 25.145 Scheidsrechter: Tom van Sichem       | Luciano Slagveer 3' 1Sam Larsson 10' Mark Uth (pen) 42' Henk Veerman 85'                                                 | Wedstrijdverslag             |                                                                                              | Hahn, Van Polen (46' Broerse), Van der Werff, Lam, Van Hintum, Brama, Rienstra (46' Becker), Lukoki, Drost, Thomas, Nijland (65' Ferfelis) Lukoki (41')                                             |
| 23e speelronde | PEC Zwolle | 0 – 1 (0 – 1)                | Go Ahead Eagles                                                                              | Opstelling PEC Zwolle: |
| 15 februari 2015 Aanvangstijd: 14:30 uur Plaats: Zwolle IJsseldeltastadion Toeschouwers: 12.400 Scheidsrechter: Danny Makkelie           | | IJsselderby Wedstrijdverslag | 24' Jeffrey Rijsdijk                                                                         | Hahn, Van Polen (8' Lam), Van der Werff (70' Babalj), Sainsbury, Van Hintum, Brama, Rienstra, Lukoki, Drost, Thomas (70' Saymak), Nijland Drost (49'), Van Hintum (61'), Thomas (64') Nijland (51') |
| 24e speelronde | ADO Den Haag | 3 – 2 (1 – 0)                | PEC Zwolle                                                                                   | Opstelling PEC Zwolle: |
| 21 februari 2015 Aanvangstijd: 18:30 uur Plaats: Den Haag Kyocera Stadion Toeschouwers: 13.985 Scheidsrechter: Björn Kuipers             | Roland Alberg 43' Wilson Eduardo 59' Michiel Kramer 90+3'                                                                | Wedstrijdverslag             | 72' Ben Rienstra 90+1' Mustafa Saymak                                                        | Hahn, Lam, Van der Werff, Broerse, Van Hintum, Rienstra, Brama, Lukoki, Drost (79' Moro), Becker (15' Saymak), Babalj (84' Ferfelis) Lukoki (29'), Saymak (45'), Van der Werff (90')                |
| 25e speelronde | Vitesse | 2 – 1 (1 – 1)                | PEC Zwolle                                                                                   | Opstelling PEC Zwolle: |
| 28 februari 2015 Aanvangstijd: 18:30 uur Plaats: Arnhem GelreDome Toeschouwers: 22.354 Scheidsrechter: Kevin Blom                        | Bertrand Traoré 34' Davy Pröpper 64'                                                                                     | Wedstrijdverslag             | 4' Mustafa Saymak                                                                            | Hahn, Van Polen, Van der Werff (16' Lam), Broerse, Van Hintum, Rienstra, Brama, Drost, Saymak, Thomas (46' Necid), Lukoki (75' Babalj) Lam (33'), Rienstra (45')                                    |
| 26e speelronde | PEC Zwolle | 6 – 1 (2 – 0)                | SC Cambuur                                                                                   | Opstelling PEC Zwolle: |
| 7 maart 2015 Aanvangstijd: 20:45 uur Plaats: Zwolle IJsseldeltastadion Toeschouwers: 12.450 Scheidsrechter: Bas Nijhuis                  | Jesper Drost 30' Maikel van der Werff 35' Ryan Thomas 63' Stefan Nijland (pen) 70' Stefan Nijland 80' Stefan Nijland 89' | Wedstrijdverslag             | 76' Mikhail Rosheuvel                                                                        | Hahn, Van Polen, Van der Werff, Sainsbury (77' Lam), Van Hintum, Brama, Drost, Saymak, Thomas (81' Dekker), Lukoki, Necid (69' Nijland) Van Polen (58')                                             |
| 27e speelronde | FC Twente | 2 – 0 (0 – 0)                | PEC Zwolle                                                                                   | Opstelling PEC Zwolle: |
| 14 maart 2015 Aanvangstijd: 18:30 uur Plaats: Enschede De Grolsch Veste Toeschouwers: 28.900 Scheidsrechter: Ed Janssen                  | Renato Tapia 77' Hakim Ziyech 82'                                                                                        | Wedstrijdverslag             |                                                                                              | Hahn, Lam (46' Pereira (80' Nijland)), Van der Werff, Sainsbury, Van Hintum, Brama, Saymak, Lukoki, Drost, Thomas, Necid Lam (20')                                                                  |
| 28e speelronde | PEC Zwolle | 1 – 1 (1 – 1)                | Excelsior                                                                                    | Opstelling PEC Zwolle: |
| 22 maart 2015 Aanvangstijd: 12:30 uur Plaats: Zwolle IJsseldeltastadion Toeschouwers: 11.935 Scheidsrechter: Eric Braamhaar              | Sander Fischer (e.d.) 37'                                                                                                | Wedstrijdverslag             | 40' Jeff Stans                                                                               | Hahn, Van Polen, Lam, Van der Werff, Van Hintum, Rienstra, Saymak, Drost (87' Babalj), Thomas (31' Nijland), Lukoki, Necid                                                                          |
| 29e speelronde | PEC Zwolle | 1 – 0 (0 – 0)                | Willem II                                                                                    | Opstelling PEC Zwolle: |
| 4 april 2015 Aanvangstijd: 18:30 uur Plaats: Zwolle IJsseldeltastadion Toeschouwers: 12.250 Scheidsrechter: Jeroen Manschot              | Bram van Polen 75' | Wedstrijdverslag             |                                                                                              | Hahn, Van Polen, Broerse, Van der Werff, Van Hintum, Rienstra, Brama, Drost, Saymak (85' Moro), Lukoki (67' Thomas), Nijland (67' Necid)                                                            |
| 30e speelronde | PSV | 3 – 1 (1 – 1)                | PEC Zwolle                                                                                   | Opstelling PEC Zwolle: |
| 10 april 2015 Aanvangstijd: 20:00 uur Plaats: Eindhoven Philips Stadion Toeschouwers: 35.000 Scheidsrechter: Björn Kuipers               | Georginio Wijnaldum 12' Joshua Brenet 50' Luuk de Jong 90'                                                               | Wedstrijdverslag             | 34' Maikel van der Werff                                                                     | Hahn, Van Polen, Sainsbury, Van der Werff (69' Broerse), Van Hintum (78' Nijland), Rienstra, Lam, Drost, Saymak (67' Thomas), Lukoki, Necid Van Polen (68'), Necid (70'), Nijland (86')             |
| 31e speelronde | Heracles Almelo | 2 – 0 (1 – 0)                | PEC Zwolle                                                                                   | Opstelling PEC Zwolle: |
| 19 april 2015 Aanvangstijd: 14:30 uur Plaats: Almelo Polman Stadion Toeschouwers: 8.361 Scheidsrechter: Pol van Boekel                   | Thomas Bruns 14' Bryan Linssen 47'                                                                                       | Wedstrijdverslag             |                                                                                              | Hahn, Van Polen, Broerse, Sainsbury, Van Hintum, Rienstra, Lam (62' Van der Werff), Lukoki, Nijland, Saymak, Necid (46' Drost) Necid (32') Sainsbury (52')                                          |
| 32e speelronde | PEC Zwolle | 1 – 1 (0 – 0)                | Ajax                                                                                         | Opstelling PEC Zwolle: |
| 26 april 2015 Aanvangstijd: 14:30 uur Plaats: Zwolle IJsseldeltastadion Toeschouwers: 12.500 Scheidsrechter: Eric Braamhaar              | Jesper Drost 48' | Wedstrijdverslag             | 89' Kolbeinn Sigþórsson                                                                      | Hahn, Van Polen, Broerse, Lam (46' Van der Werff), Van Hintum, Rienstra, Saymak (74' Brama), Becker (46' Thomas), Drost, Lukoki, Necid Drost (6')                                                   |
| 33e speelronde | FC Groningen | 0 – 1 (0 – 0)                | PEC Zwolle                                                                                   | Opstelling PEC Zwolle: |
| 10 mei 2015 Aanvangstijd: 14:30 uur Plaats: Groningen Euroborg Toeschouwers: 20.214 Scheidsrechter: Kevin Blom                           | | Wedstrijdverslag             | 74' Tomáš Necid                                                                              | Hahn, Van Polen, Van der Werff, Lam, Van Hintum, Rienstra, Brama, Drost (46' Saymak), Thomas, Lukoki (46' Becker), Nijland (72' Necid) Van Hintum (90+1') Lam (89')                                 |
| 34e speelronde | PEC Zwolle | 3 – 0 (0 – 0)                | Feyenoord                                                                                    | Opstelling PEC Zwolle: |
| 17 mei 2015 Aanvangstijd: 14:30 uur Plaats: Zwolle IJsseldeltastadion Toeschouwers: 12.420 Scheidsrechter: Bas Nijhuis                   | Ben Rienstra 52' Tomáš Necid (pen) 72' Tomáš Necid 90'                                                                   | Wedstrijdverslag             |                                                                                              | Hahn, Van Polen, Van der Werff, Sainsbury (77' Broerse), Van Hintum, Rienstra, Brama, Drost, Thomas (73' Becker), Lukoki, Nijland (68' Necid) Van Hintum (83')                                      |

### Europa League Play-offs
| 1e ronde | PEC Zwolle               | 1 – 2 (1 – 0)    | SBV Vitesse                                | Opstelling PEC Zwolle: |
| 21 mei 2015 Aanvangstijd: 20:45 uur Plaats: Zwolle IJsseldeltastadion Toeschouwers: 7.200 Scheidsrechter: Pol van Boekel | 31' Maikel van der Werff | Wedstrijdverslag | 68' Marko Vejinović 74' Valeri Kazaisjvili | Hahn, Van Polen, Van der Werff, Sainsbury, Van Hintum, Rienstra, Brama, Drost (73' Saymak), Thomas (73' Becker), Lukoki, Necid                                              |
| 1e ronde | SBV Vitesse              | 1 – 1 (1 – 0)    | PEC Zwolle                                 | Opstelling PEC Zwolle: |
| 24 mei 2015 Aanvangstijd: 12:30 uur Plaats: Arnhem GelreDome Toeschouwers: 16.116 Scheidsrechter: Eric Braamhaar         | 18' Bertrand Traoré      | Wedstrijdverslag | 56' Tomáš Necid                            | Hahn, Van Polen, Van der Werff, Lam (46' Saymak), Van Hintum, Rienstra, Brama, Drost, Thomas, Lukoki (76' Ehizibue), Necid Lam (26'), Saymak (58') Van der Werff (49', 80') |

### KNVB Beker
| 2e ronde | PEC Zwolle                                                                                                  | 3 – 2 (1 – 1)                   | FC Oss                                                                                | Opstelling PEC Zwolle: |
| 24 september 2014 Aanvangstijd: 20:00 uur Plaats: Zwolle IJsseldeltastadion Toeschouwers: 7.008 Scheidsrechter: Allard Lindhout   | Jesper Drost 33' Tomáš Necid 72' Jesper Drost 74'                                                           | Wedstrijdverslag                | 40' Rick Stuy van den Herik 75' Istvan Bakx                                           | Hahn, Van Polen, Sainsbury (46' Broerse), Van der Werff, Van Hintum, Saymak, Rienstra, Nijland, Drost, Thomas (70' Moro), Necid (88' Ioannidis)                                                      |
| 3e ronde | PEC Zwolle                                                                                                  | 6 – 1 (4 – 1)                   | HHC Hardenberg                                                                        | Opstelling PEC Zwolle: |
| 29 oktober 2014 Aanvangstijd: 20:00 uur Plaats: Zwolle IJsseldeltastadion Toeschouwers: 10.500 Scheidsrechter: Pol van Boekel     | Thomas Lam 13' Thomas Lam 14' Thomas Lam 31' Athanasios Karagounis 37' Bart van Hintum 52' Ben Rienstra 78' |                                 | 33' Sargon Gouriye                                                                    | Hahn, Van Polen (68' Ehizibue), Sainsbury, Van der Werff, Van Hintum, Lam, Rienstra, Lukoki, Drost (64' Ioannidis), Karagounis, Necid (46' Nijland)                                                  |
| 1/8 finale | VVV-Venlo                                                                                                   | 0 – 1 (0 – 1)                   | PEC Zwolle                                                                            | Opstelling PEC Zwolle: |
| 16 december 2014 Aanvangstijd: 18:30 uur Plaats: Venlo Seacon Stadion - De Koel - Toeschouwers: 2.800 Scheidsrechter: Bas Nijhuis | | Wedstrijdverslag                | 12' Tomáš Necid                                                                       | Hahn, Van Polen, Lam, Van der Werff, Van Hintum, Brama, Rienstra, Lukoki, Drost, Thomas (75' Saymak), Necid (77' Nijland)                                                                            |
| Kwartfinale | SC Cambuur                                                                                                  | 2 – 3 (2 – 2, 0 – 1) n.v.       | PEC Zwolle                                                                            | Opstelling PEC Zwolle: |
| 27 januari 2015 Aanvangstijd: 18:30 uur Plaats: Leeuwarden Cambuurstadion Toeschouwers: 9.000 Scheidsrechter: Serdar Gözübüyük    | Furdjel Narsingh 56' Furdjel Narsingh 61'                                                                   | Wedstrijdverslag                | 25' Thomas Lam 51' Ryan Thomas 109' Jody Lukoki                                       | Hahn, Van Polen, Lam, Van der Werff, Van Hintum, Brama, Rienstra, Lukoki, Drost (112' Bjelica), Thomas (106' Moro), Becker (83' Ferfelis) Van der Werff (113'), Ferfelis (120')                      |
| Halve finale | FC Twente                                                                                                   | 1 – 1 (1 – 1, 0 – 0) w.n.s.     | PEC Zwolle                                                                            | Opstelling PEC Zwolle: |
| 7 april 2015 Aanvangstijd: 20:00 uur Plaats: Enschede De Grolsch Veste Toeschouwers: 30.000 Scheidsrechter: Danny Makkelie        | Youness Mokhtar 87' Youness Mokhtar Kyle Ebecilio Renato Tapia Robbert Schilder                             | Wedstrijdverslag Strafschoppen: | 82' Wout Brama Stefan Nijland Thomas Lam Jody Lukoki Maikel van der Werff Tomáš Necid | Hahn, Van Polen, Broerse, Van der Werff, Van Hintum, Brama (110' Lam), Rienstra (110' Nijland), Drost, Thomas (94' Lukoki), Necid Brama (65'), Van Polen (99'), Broerse (102'), Van der Werff (106') |
| Finale | PEC Zwolle                                                                                                  | 0 – 2 (0 – 0)                   | FC Groningen                                                                          | Opstelling PEC Zwolle: |
| 3 mei 2015 Aanvangstijd: 18:00 uur Plaats: Rotterdam Stadion Feijenoord Toeschouwers: 50.000 Scheidsrechter: Richard Liesveld     | | Wedstrijdverslag                | 64' Albert Rusnák 75' Albert Rusnák                                                   | Hahn, Van Polen, Lam (81' Becker), Broerse (65' Sainsbury), Van Hintum, Saymak, Rienstra, Drost, Lukoki, Necid, Thomas (81' Nijland)                                                                 |

### Johan Cruijff Schaal
| Finale | PEC Zwolle         | 1 – 0 (0 – 0)    | Ajax | Opstelling PEC Zwolle: |
| 3 augustus 2014 Aanvangstijd: 20:00 uur Plaats: Amsterdam Amsterdam ArenA Toeschouwers: 22.000 Scheidsrechter: Danny Makkelie | Stefan Nijland 55' | Wedstrijdverslag |      | Boer, Van Polen, Sainsbury, Broerse, Van Hintum, Mokotjo, Rienstra, Saymak, Drost, Thomas (62' Karagounis), Nijland (68' Ioannidis) Van Polen (52'), Rienstra (54'), Van Hintum (83'), Ioannidis (–') |

### Europa League
| Play-off ronde | PEC Zwolle                                            | 1 – 1 (0 – 0)    | Sparta Praag             | Opstelling PEC Zwolle: |
| 21 augustus 2014 Aanvangstijd: 20:00 uur Plaats: Zwolle IJsseldeltastadion Toeschouwers: 12.130 Scheidsrechter: Michael Oliver | Jody Lukoki 77'                                       | Wedstrijdverslag | 82' Ladislav Krejčí      | Boer, Van Polen, Sainsbury, Van der Werff, Van Hintum, Saymak, Rienstra, Ioannidis (46' Lukoki), Drost, Thomas (65' Nijland), Necid Lukoki (77'), Van Polen (86') |
| Play-off ronde | Sparta Praag                                          | 3 – 1 (2 – 0)    | PEC Zwolle               | Opstelling PEC Zwolle: |
| 28 augustus 2014 Aanvangstijd: 20:30 uur Plaats: Praag Generali Arena Toeschouwers: 16.612 Scheidsrechter: Ivan Bebek          | Ladislav Krejčí 10' Bořek Dočkal 44' Jakub Brabec 62' | Wedstrijdverslag | 83' (pen) Stefan Nijland | Boer, Van Polen, Sainsbury, Van der Werff, Van Hintum, Saymak, Drost, Rienstra, Lukoki (77' Dekker), Necid (54' Nijland), Thomas (69' Moro) Sainsbury (36')       |

## Selectie en technische staf

### Selectie 2014/15
| Nr.           | Nat.                           | Naam                     | Competitie | Competitie | Play-offs  | Play-offs  | Beker      | Beker      | Europa     | Europa     | Supercup   | Supercup   | Totaal     | Totaal     | Contract tot | Seizoen    | Vorige club            | Debuut            |
| Nr.           | Nat.                           | Naam                     | W          |            | W          |            | W          |            | W          |            | W          |            | W          |            | Contract tot | Seizoen    | Vorige club            | Debuut            |
| Doelmannen    | Doelmannen                     | Doelmannen               | Doelmannen | Doelmannen | Doelmannen | Doelmannen | Doelmannen | Doelmannen | Doelmannen | Doelmannen | Doelmannen | Doelmannen | Doelmannen | Doelmannen | Doelmannen   | Doelmannen | Doelmannen             | Doelmannen        |
| ------------- | ------------------------------ | ------------------------ | ---------- | ---------- | ---------- | ---------- | ---------- | ---------- | ---------- | ---------- | ---------- | ---------- | ---------- | ---------- | ------------ | ---------- | ---------------------- | ----------------- |
| 1             | Vlag van Nederland             | Diederik Boer            | 4          | 0          | 0          | 0          | 0          | 0          | 2          | 0          | 1          | 0          | 7          | 0          | 2016         | 14e        | Jeugd                  | 8 maart 2003      |
| 1             | Vlag van Nederland             | Warner Hahn              | 30         | 0          | 2          | 0          | 6          | 0          | 0          | 0          | 0          | 0          | 38         | 0          | Huur         | 1e         | Feyenoord              | 13 september 2014 |
| 16            | Vlag van België                | Kevin Begois             | 0          | 0          | 0          | 0          | 0          | 0          | 0          | 0          | 0          | 0          | 0          | 0          | 2016         | 2e         | FC Den Bosch           | 4 augustus 2013   |
| 25            | Vlag van Nederland             | Boy de Jong              | 0          | 0          | 0          | 0          | 0          | 0          | 0          | 0          | 0          | 0          | 0          | 0          | 2016         | 1e         | Feyenoord              | —                 |
| Verdedigers   |                                |                          |            |            |            |            |            |            |            |            |            |            |            |            |              |            |                        |                   |
| 2             | Vlag van Nederland             | Bram van Polen           | 32         | 1          | 2          | 0          | 6          | 0          | 2          | 0          | 1          | 0          | 43         | 1          | 2017         | 9e         | SBV Vitesse            | 12 oktober 2007   |
| 3             | Vlag van Australië             | Trent Sainsbury          | 17         | 0          | 1          | 0          | 3          | 0          | 2          | 0          | 1          | 0          | 24         | 0          | 2016         | 2e         | Central Coast Mariners | 6 februari 2014   |
| 4             | Vlag van Nederland             | Maikel van der Werff     | 33         | 4          | 2          | 1          | 5          | 0          | 2          | 0          | 0          | 0          | 42         | 5          | 2015         | 3e         | FC Volendam            | 10 maart 2013     |
| 5             | Vlag van Nederland             | Bart van Hintum          | 33         | 1          | 2          | 0          | 6          | 1          | 2          | 0          | 1          | 0          | 44         | 2          | 2016         | 4e         | FC Dordrecht           | 19 augustus 2011  |
| 14            | Vlag van Nederland             | Joost Broerse            | 20         | 1          | 0          | 0          | 3          | 0          | 0          | 0          | 1          | 0          | 24         | 1          | 2015         | 3e         | SBV Excelsior          | 11 augustus 2012  |
| 22            | Vlag van Servië                | Aleksandar Bjelica       | 3          | 0          | 0          | 0          | 1          | 0          | 0          | 0          | 0          | 0          | 4          | 0          | 2015         | 1e         | FC Utrecht             | 17 januari 2015   |
| 24            | Vlag van Nederland             | Steven Fernandes Pereira | 2          | 0          | 0          | 0          | 0          | 0          | 0          | 0          | 0          | 0          | 2          | 0          | 2015         | 2e         | Spartaan'20            | 16 februari 2014  |
| 26            | Vlag van Nederland             | Kingsley Ehizibue        | 2          | 0          | 1          | 0          | 1          | 0          | 0          | 0          | 0          | 0          | 4          | 0          | 2016         | 1e         | Jeugd                  | 13 december 2014  |
| 28            | Vlag van Finland               | Thomas Lam               | 28         | 2          | 1          | 0          | 5          | 4          | 0          | 0          | 0          | 0          | 34         | 6          | 2016         | 1e         | AZ                     | 16 augustus 2014  |
| 33            | Vlag van België                | Leroy Labylle            | 0          | 0          | 0          | 0          | 0          | 0          | 0          | 0          | 0          | 0          | 0          | 0          | 2016         | 2e         | MVV Maastricht         | 14 september 2013 |
| Middenvelders |                                |                          |            |            |            |            |            |            |            |            |            |            |            |            |              |            |                        |                   |
| 6             | Vlag van Nederland             | Mustafa Saymak           | 26         | 6          | 2          | 0          | 4          | 0          | 2          | 0          | 1          | 0          | 35         | 6          | 2016         | 4e         | Jeugd                  | 5 augustus 2011   |
| 10            | Vlag van Nederland             | Stefan Nijland           | 30         | 11         | 0          | 0          | 5          | 0          | 2          | 1          | 1          | 1          | 38         | 13         | 2016         | 2e         | PSV                    | 10 augustus 2013  |
| 11            | Vlag van Nederland             | Jesper Drost             | 33         | 8          | 2          | 0          | 6          | 2          | 2          | 0          | 1          | 0          | 43         | 9          | 2017         | 5e         | Jeugd                  | 21 januari 2011   |
| 18            | Vlag van Nederland             | Wouter Marinus           | 0          | 0          | 0          | 0          | 0          | 0          | 0          | 0          | 0          | 0          | 0          | 0          | 2016         | 1e         | sc Heerenveen (Jeugd)  | —                 |
| 19            | Vlag van Nederland             | Rick Dekker              | 4          | 0          | 0          | 0          | 0          | 0          | 1          | 0          | 0          | 0          | 5          | 0          | 2016         | 1e         | Feyenoord (Jeugd)      | 5 oktober 2014    |
| 21            | Vlag van Nederland             | Wout Brama               | 20         | 0          | 2          | 0          | 3          | 1          | 0          | 0          | 0          | 0          | 25         | 1          | 2015         | 1e         | FC Twente              | 19 oktober 2014   |
| 22            | Vlag van Zuid-Afrika           | Kamohelo Mokotjo         | 0          | 0          | 0          | 0          | 0          | 0          | 0          | 0          | 1          | 0          | 1          | 0          | 2016         | 2e         | Feyenoord              | 4 augustus 2013   |
| 23            | Vlag van Nederland             | Ben Rienstra             | 32         | 5          | 2          | 0          | 6          | 1          | 2          | 0          | 1          | 0          | 43         | 6          | 2016         | 1e         | Heracles Almelo        | 8 augustus 2014   |
| Aanvallers    |                                |                          |            |            |            |            |            |            |            |            |            |            |            |            |              |            |                        |                   |
| 7             | Vlag van Congo-Kinshasa        | Jody Lukoki              | 31         | 2          | 2          | 0          | 5          | 1          | 2          | 1          | 0          | 0          | 40         | 4          | 2017         | 1e         | AFC Ajax               | 8 augustus 2014   |
| 8             | Vlag van Griekenland           | Athanasios Karagounis    | 3          | 0          | 0          | 0          | 1          | 1          | 0          | 0          | 1          | 0          | 5          | 1          | 2016         | 2e         | Atromitos FC           | 18 januari 2014   |
| 9             | Vlag van Australië             | Eli Babalj               | 4          | 0          | 0          | 0          | 0          | 0          | 0          | 0          | 0          | 0          | 4          | 0          | Huur         | 1e         | AZ                     | 15 februari 2015  |
| 9             | Vlag van Griekenland           | Nikolaos Ioannidis       | 4          | 0          | 0          | 0          | 1          | 0          | 1          | 0          | 1          | 0          | 7          | 0          | Huur         | 1e         | Olympiakos Piraeus     | 8 augustus 2014   |
| 15            | Vlag van Tsjechië              | Tomáš Necid              | 24         | 11         | 2          | 1          | 5          | 2          | 2          | 0          | 0          | 0          | 33         | 14         | 2015         | 1e         | FK CSKA Moskou         | 16 augustus 2014  |
| 17            | Vlag van Nederland             | Sheraldo Becker          | 9          | 1          | 1          | 0          | 2          | 0          | 0          | 0          | 0          | 0          | 12         | 1          | Huur         | 1e         | AFC Ajax               | 17 januari 2015   |
| 17            | Vlag van Noord-Macedonië       | Denis Mahmudov           | 0          | 0          | 0          | 0          | 0          | 0          | 0          | 0          | 0          | 0          | 0          | 0          | 2015         | 2e         | Excelsior '31          | 22 januari 2014   |
| 20            | Vlag van Nederland             | Soufian Moro             | 9          | 1          | 0          | 0          | 2          | 0          | 1          | 0          | 0          | 0          | 12         | 1          | 2015         | 1e         | FC Utrecht             | 8 augustus 2014   |
| 29            | Vlag van Bosnië en Herzegovina | Boris Rasevic            | 0          | 0          | 0          | 0          | 0          | 0          | 0          | 0          | 0          | 0          | 0          | 0          | 2015         | 2e         | Jeugd                  | 30 november 2013  |
| 30            | Vlag van Nieuw-Zeeland         | Ryan Thomas              | 30         | 3          | 2          | 0          | 5          | 1          | 2          | 0          | 1          | 0          | 40         | 4          | 2018         | 2e         | Western Suburbs        | 2 november 2013   |
| 39            | Vlag van Nederland             | Max de Boom              | 1          | 0          | 0          | 0          | 0          | 0          | 0          | 0          | 0          | 0          | 1          | 0          | 2015         | 1e         | sc Heerenveen (Jeugd)  | 13 december 2014  |
| 44            | Vlag van Duitsland             | Dimitrios Ferfelis       | 5          | 0          | 0          | 0          | 1          | 0          | 0          | 0          | 0          | 0          | 6          | 0          | 2015         | 1e         | Werder Bremen          | 23 november 2014  |
| Nr.           | Nat.                           | Naam                     | W          |            | W          |            | W          |            | W          |            | W          |            | W          |            | Contract     | Seizoen    | Vorige club            | Debuut            |
| Nr.           | Nat.                           | Naam                     | Competitie | Competitie | Play-offs  | Play-offs  | Beker      | Beker      | Europa     | Europa     | Supercup   | Supercup   | Totaal     | Totaal     | Contract     | Seizoen    | Vorige club            | Debuut            |

### Legenda
| # | Reden                                          |
| - | ---------------------------------------------- |
|   | Heeft de club in het lopende seizoen verlaten. |
|   | Heeft de club op huurbasis verlaten.           |

### Technische staf
| Naam                | Functie           |
| ------------------- | ----------------- |
| Ron Jans            | Hoofdtrainer      |
| René Hake           | Assistent-Trainer |
| Gert Peter de Gunst | Assistent-Trainer |
| Sjaak Storm         | Keeperstrainer    |

## Statistieken PEC Zwolle 2014/2015

### Eindstand PEC Zwolle in de Nederlandse Eredivisie 2014 / 2015
| Stand | Gespeeld | Gewonnen | Gelijk | Verloren | Punten | Doelpunten voor | Doelpunten tegen | Gele kaarten | Rode kaarten |
| ----- | -------- | -------- | ------ | -------- | ------ | --------------- | ---------------- | ------------ | ------------ |
| 6e    | 34       | 16       | 5      | 13       | 53     | 59              | 43               | 45           | 5            |

### Topscorers
| #                | Naam                 | Goal |
| ---------------- | -------------------- | ---- |
| 1.               | Tomáš Necid          | 11   |
| 1.               | Stefan Nijland       | 11   |
| 3.               | Jesper Drost         | 8    |
| 4.               | Mustafa Saymak       | 6    |
| 5.               | Ben Rienstra         | 5    |
| 6.               | Maikel van der Werff | 4    |
| 7.               | Ryan Thomas          | 3    |
| 8.               | Thomas Lam           | 2    |
| 8.               | Jody Lukoki          | 2    |
| 10.              | Sheraldo Becker      | 1    |
| 10.              | Joost Broerse        | 1    |
| 10.              | Bart van Hintum      | 1    |
| 10.              | Soufian Moro         | 1    |
| 10.              | Bram van Polen       | 1    |
| Eigen doelpunten |                      |      |
|                  | Sander Fischer       | 1    |
| Johan Kappelhof  |                      | 1    |
| Totaal           | Totaal               | 59   |

| #      | Naam                  | Goal |
| ------ | --------------------- | ---- |
| 1.     | Thomas Lam            | 4    |
| 2.     | Jesper Drost          | 2    |
| 2.     | Tomáš Necid           | 2    |
| 4.     | Wout Brama            | 1    |
| 4.     | Bart van Hintum       | 1    |
| 4.     | Athanasios Karagounis | 1    |
| 4.     | Jody Lukoki           | 1    |
| 4.     | Ben Rienstra          | 1    |
| 4.     | Ryan Thomas           | 1    |
| Totaal | Totaal                | 14   |

| #                | Naam                  | Goal |
| ---------------- | --------------------- | ---- |
| 1.               | Denis Mahmudov        | 9    |
| 2.               | Dimitrios Ferfelis    | 8    |
| 2.               | Stefan Nijland        | 8    |
| 4.               | Jesper Drost          | 4    |
| 5.               | Athanasios Karagounis | 3    |
| 5.               | Mustafa Saymak        | 3    |
| 5.               | Ben Rienstra          | 3    |
| 8.               | Boris Rasevic         | 2    |
| 8.               | Wouter Marinus        | 2    |
| 8.               | Soufian Moro          | 2    |
| 11.              | Delvechio Blackson    | 1    |
| 11.              | Joost Broerse         | 1    |
| 11.              | Steven Pereira        | 1    |
| 11.              | Trent Sainsbury       | 1    |
| 11.              | Ryan Thomas           | 1    |
| 11.              | Sheraldo Becker       | 1    |
| Eigen doelpunten |                       |      |
|                  | Maurice van Raalte    | 1    |
| Bart Westra      |                       | 1    |
| Totaal           | Totaal                | 52   |

| #      | Naam                 | Goal |
| ------ | -------------------- | ---- |
| 1.     | Tomáš Necid          | 1    |
| 1.     | Maikel van der Werff | 1    |
| Totaal | Totaal               | 2    |

| #      | Naam           | Goal |
| ------ | -------------- | ---- |
| 1.     | Stefan Nijland | 1    |
| Totaal | Totaal         | 1    |

| #      | Naam           | Goal |
| ------ | -------------- | ---- |
| 1.     | Jody Lukoki    | 1    |
| 1.     | Stefan Nijland | 1    |
| Totaal | Totaal         | 2    |

### Kaarten
| #      | Naam                 |    |
| ------ | -------------------- | -- |
| 1.     | Jody Lukoki          | 7  |
| 1.     | Thomas Lam           | 7  |
| 3.     | Bram van Polen       | 6  |
| 4.     | Ben Rienstra         | 5  |
| 5.     | Jesper Drost         | 4  |
| 5.     | Bart van Hintum      | 4  |
| 5.     | Tomáš Necid          | 4  |
| 8.     | Ryan Thomas          | 2  |
| 9.     | Joost Broerse        | 1  |
| 9.     | Warner Hahn          | 1  |
| 9.     | Nikolaos Ioannidis   | 1  |
| 9.     | Stefan Nijland       | 1  |
| 9.     | Mustafa Saymak       | 1  |
| 9.     | Maikel van der Werff | 1  |
| Totaal | Totaal               | 45 |

| #      | Naam            |   |
| ------ | --------------- | - |
| 1.     | Bart van Hintum | 1 |
| Totaal | Totaal          | 1 |

| #      | Naam            |   |
| ------ | --------------- | - |
| 1.     | Thomas Lam      | 1 |
| 1.     | Tomáš Necid     | 1 |
| 1.     | Stefan Nijland  | 1 |
| 1.     | Trent Sainsbury | 1 |
| Totaal | Totaal          | 4 |

### Punten per speelronde
| Speelronde | 1 | 2 | 3 | 4 | 5 | 6 | 7 | 8 | 9 | 10 | 11 | 12 | 13 | 14 | 15 | 16 | 17 | 18 | 19 | 20 | 21 | 22 | 23 | 24 | 25 | 26 | 27 | 28 | 29 | 30 | 31 | 32 | 33 | 34 |
| ---------- | - | - | - | - | - | - | - | - | - | -- | -- | -- | -- | -- | -- | -- | -- | -- | -- | -- | -- | -- | -- | -- | -- | -- | -- | -- | -- | -- | -- | -- | -- | -- |
| Punten     | 3 | 3 | 3 | 0 | 3 | 0 | 3 | 1 | 0 | 1  | 0  | 3  | 0  | 3  | 3  | 3  | 0  | 3  | 1  | 3  | 3  | 0  | 0  | 0  | 0  | 3  | 0  | 1  | 3  | 0  | 0  | 1  | 3  | 3  |

### Punten na speelronde
| Speelronde | 1 | 2 | 3 | 4 | 5  | 6  | 7  | 8  | 9  | 10 | 11 | 12 | 13 | 14 | 15 | 16 | 17 | 18 | 19 | 20 | 21 | 22 | 23 | 24 | 25 | 26 | 27 | 28 | 29 | 30 | 31 | 32 | 33 | 34 |
| ---------- | - | - | - | - | -- | -- | -- | -- | -- | -- | -- | -- | -- | -- | -- | -- | -- | -- | -- | -- | -- | -- | -- | -- | -- | -- | -- | -- | -- | -- | -- | -- | -- | -- |
| Punten     | 3 | 6 | 9 | 9 | 12 | 12 | 15 | 16 | 16 | 17 | 17 | 20 | 20 | 23 | 26 | 29 | 29 | 32 | 33 | 36 | 39 | 39 | 39 | 39 | 39 | 42 | 42 | 43 | 46 | 46 | 46 | 47 | 50 | 53 |

### Stand na speelronde
| Speelronde | 1  | 2  | 3  | 4  | 5  | 6  | 7  | 8  | 9  | 10 | 11 | 12 | 13 | 14 | 15 | 16 | 17 | 18 | 19 | 20 | 21 | 22 | 23 | 24 | 25 | 26 | 27 | 28 | 29 | 30 | 31 | 32 | 33 | 34 |
| ---------- | -- | -- | -- | -- | -- | -- | -- | -- | -- | -- | -- | -- | -- | -- | -- | -- | -- | -- | -- | -- | -- | -- | -- | -- | -- | -- | -- | -- | -- | -- | -- | -- | -- | -- |
| Stand      | 4e | 4e | 2e | 3e | 2e | 3e | 3e | 3e | 4e | 4e | 6e | 5e | 7e | 6e | 5e | 3e | 4e | 4e | 4e | 4e | 3e | 5e | 5e | 5e | 6e | 5e | 6e | 7e | 6e | 6e | 7e | 7e | 6e | 6e |

### Doelpunten per speelronde
| Speelronde | 1 | 2 | 3 | 4 | 5 | 6 | 7 | 8 | 9 | 10 | 11 | 12 | 13 | 14 | 15 | 16 | 17 | 18 | 19 | 20 | 21 | 22 | 23 | 24 | 25 | 26 | 27 | 28 | 29 | 30 | 31 | 32 | 33 | 34 | Totaal |
| ---------- | - | - | - | - | - | - | - | - | - | -- | -- | -- | -- | -- | -- | -- | -- | -- | -- | -- | -- | -- | -- | -- | -- | -- | -- | -- | -- | -- | -- | -- | -- | -- | ------ |
| Doelpunten | 2 | 2 | 2 | 1 | 3 | 0 | 4 | 0 | 2 | 2  | 0  | 2  | 1  | 5  | 3  | 1  | 1  | 4  | 1  | 2  | 4  | 0  | 0  | 2  | 1  | 6  | 0  | 1  | 1  | 1  | 0  | 1  | 1  | 3  | 59     |

### Toeschouwersaantal per speelronde
| Speelronde | 1      | 2      | 3      | 4      | 5      | 6      | 7      | 8      | 9      | 10     | 11     | 12     | 13     | 14    | 15     | 16     | 17     | Totaal  | Gemiddeld |
| ---------- | ------ | ------ | ------ | ------ | ------ | ------ | ------ | ------ | ------ | ------ | ------ | ------ | ------ | ----- | ------ | ------ | ------ | ------- | --------- |
| Thuis      | 12.050 | –      | 12.012 | –      | 12.347 | –      | 12.350 | –      | –      | 12.400 | –      | 12.420 | 12.500 | –     | 11.700 | –      | –      | 97.779  | 12.222    |
| Uit        | –      | 3.246  | –      | 18.200 | –      | 14.748 | –      | 49.892 | 7.907  | –      | 47.500 | –      | –      | 3.600 | –      | 11.500 | 9.834  | 166.427 | 18.492    |
| Speelronde | 18     | 19     | 20     | 21     | 22     | 23     | 24     | 25     | 26     | 27     | 28     | 29     | 30     | 31    | 32     | 33     | 34     | Totaal  | Gemiddeld |
| Thuis      | 12.200 | 12.250 | –      | 11.430 | –      | 12.400 | –      | –      | 12.450 | –      | 11.935 | 12.250 | –      | –     | 12.500 | –      | 12.420 | 109.835 | 12.204    |
| Uit        | –      | –      | 19.078 | –      | 25.145 | –      | 13.895 | 22.354 | –      | 28.900 | –      | –      | 35.000 | 8.361 | –      | 20.214 | –      | 172.947 | 21.618    |
|            |        |        |        |        |        |        |        |        |        |        |        |        |        |       |        |        |        | 546.988 | 16.088    |

## Mutaties

### Zomer

#### Aangetrokken
| Nr. | Nat. | Naam               | Van                   | Type         | Contract     | Transfersom | Bijzonderheid                           |
| --- | ---- | ------------------ | --------------------- | ------------ | ------------ | ----------- | --------------------------------------- |
| 21  | NL   | Wout Brama         | FC Twente             | Transfervrij | 30 juni 2015 | n.v.t.      | –                                       |
| 19  | NL   | Rick Dekker        | Feyenoord (Jeugd)     | Transfervrij | 30 juni 2016 | n.v.t.      | Optie voor één seizoen extra            |
| 9   | GR   | Nikolaos Ioannidis | Olympiakos Piraeus    | Op huurbasis | 30 juni 2016 | n.v.t.      | Met optie tot koop                      |
| 44  | DE   | Dimitrios Ferfelis | Werder Bremen         | Transfervrij | 30 juni 2015 | n.v.t.      | Optie voor twee seizoenen extra         |
| 1   | NL   | Warner Hahn        | Feyenoord             | Op huurbasis | –            | n.v.t.      | –                                       |
| 25  | NL   | Boy de Jong        | Feyenoord             | Transfervrij | 30 juni 2015 | n.v.t.      | Optie voor één seizoen extra            |
| 28  | FI   | Thomas Lam         | AZ                    | Transfervrij | 30 juni 2015 | n.v.t.      | Optie voor één seizoen extra            |
| 7   | CD   | Jody Lukoki        | AFC Ajax              | Transfer     | 30 juni 2017 | Niet bekend | –                                       |
| 18  | NL   | Wouter Marinus     | sc Heerenveen (Jeugd) | Transfervrij | 30 juni 2016 | n.v.t.      | Optie voor één seizoen extra            |
| 20  | NL   | Soufian Moro       | FC Utrecht            | Transfervrij | 30 juni 2015 | n.v.t.      | Optie voor één seizoen extra            |
| 15  | CZ   | Tomáš Necid        | FK CSKA Moskou        | Op huurbasis | –            | n.v.t.      | –                                       |
| –   | NL   | Ronnie Reniers     | FC Eindhoven          | –            | 30 juni 2014 | n.v.t.      | Terug van verhuurperiode (FC Eindhoven) |
| 23  | NL   | Ben Rienstra       | Heracles Almelo       | Transfervrij | 30 juni 2016 | n.v.t.      | Optie voor één seizoen extra            |

#### Vertrokken
| Nr. | Nat. | Naam                | Naar                 | Type               | Transfersom  | Wed. | Dlpt. |
| --- | ---- | ------------------- | -------------------- | ------------------ | ------------ | ---- | ----- |
| 9   | NL   | Fred Benson         | FC Sheriff Tiraspol  | Einde contract     | n.v.t.       | 62   | 15    |
| 1   | NL   | Diederik Boer       | AFC Ajax             | Transfer           | ± €800.000   | 297  | 0     |
| 28  | NL   | Haico Epe           | Jong PEC Zwolle      | –                  | n.v.t.       | 0    | 0     |
| 37  | NL   | Youssef Fennich     | Jong PEC Zwolle      | –                  | n.v.t.       | 1    | 0     |
| 18  | NL   | Guyon Fernandez     | Feyenoord            | Einde huurcontract | n.v.t.       | 24   | 10    |
| 38  | NL   | Giovanni Gravenbeek | N.E.C.               | Einde contract     | n.v.t.       | 45   | 1     |
| 19  | NL   | Giovanni Hiwat      | Sparta Rotterdam     | Einde contract     | n.v.t.       | 25   | 2     |
| 43  | PL   | Mateusz Klich       | VfL Wolfsburg        | Transfer           | ± €750.000   | 43   | 5     |
| 3   | NL   | Darryl Lachman      | FC Twente            | Einde contract     | n.v.t.       | 91   | 2     |
| 17  | MK   | Denis Mahmudov      | Sparta Rotterdam     | Op huurbasis       | n.v.t.       | 7    | 1     |
| 22  | ZA   | Kamohelo Mokotjo    | FC Twente            | Transfer           | ± €1.500.000 | 26   | 2     |
| 7   | NL   | Furdjel Narsingh    | SC Cambuur           | Einde contract     | n.v.t.       | 40   | 7     |
| 36  | ZA   | Dean Patricio       | Supersport United FC | Einde huurcontract | n.v.t.       | 0    | 0     |
| 29  | BA   | Boris Rasevic       | Jong PEC Zwolle      | –                  | n.v.t.       | 2    | 0     |
| 15  | NL   | Ronnie Reniers      | KFC Dessel Sport     | Einde contract     | n.v.t.       | 12   | 2     |
| 34  | NL   | Adil Tihouna        | USV Hercules (ama)   | Einde contract     | n.v.t.       | 0    | 0     |
| 24  | DE   | Theo Vogelsang      | SV Meppen            | Einde contract     | n.v.t.       | 0    | 0     |
| 21  | NL   | Leon ter Wielen     | Achilles '29         | Einde contract     | n.v.t.       | 20   | 0     |

#### Statistieken transfers zomer
| Gekochte spelers | Verkochte spelers | Gehuurde spelers | Verhuurde spelers | Spelers terug van verhuurperiode | Spelers einde van huurperiode | Transfervrij aangetrokken spelers | Transfervrij vertrokken spelers | Doorgestroomde jeugdspelers |
| ---------------- | ----------------- | ---------------- | ----------------- | -------------------------------- | ----------------------------- | --------------------------------- | ------------------------------- | --------------------------- |
| 1                | 3                 | 3                | 1                 | 1                                | 2                             | 8                                 | 9                               | 0                           |

### Winter

#### Aangetrokken
| Nr. | Nat. | Naam               | Van            | Type         | Contract     | Transfersom | Bijzonderheid      |
| --- | ---- | ------------------ | -------------- | ------------ | ------------ | ----------- | ------------------ |
| 9   | AU   | Eli Babalj         | AZ             | Op huurbasis | –            | n.v.t.      | Met optie tot koop |
| 17  | NL   | Sheraldo Becker    | AFC Ajax       | Op huurbasis | –            | n.v.t.      | –                  |
| 22  | SR   | Aleksandar Bjelica | FC Utrecht     | Transfervrij | 30 juni 2015 | n.v.t.      | –                  |
| 15  | CZ   | Tomáš Necid        | FK CSKA Moskou | Transfervrij | 30 juni 2015 | n.v.t.      | –                  |

#### Vertrokken
| Nr. | Nat. | Naam               | Naar               | Type               | Transfersom | Wed. | Dlpt. |
| --- | ---- | ------------------ | ------------------ | ------------------ | ----------- | ---- | ----- |
| 9   | GR   | Nikolaos Ioannidis | Olympiakos Piraeus | Einde huurcontract | n.v.t.      | 4    | 0     |
| 33  | BE   | Leroy Labylle      | MVV Maastricht     | Op huurbasis       | n.v.t.      | 7    | 0     |
| 15  | CZ   | Tomáš Necid        | FK CSKA Moskou     | Einde huurcontract | n.v.t.      | 14   | 8     |

#### Statistieken transfers winter
| Gekochte spelers | Verkochte spelers | Gehuurde spelers | Verhuurde spelers | Spelers terug van verhuurperiode | Spelers einde van huurperiode | Transfervrij aangetrokken spelers | Transfervrij vertrokken spelers | Doorgestroomde jeugdspelers |
| ---------------- | ----------------- | ---------------- | ----------------- | -------------------------------- | ----------------------------- | --------------------------------- | ------------------------------- | --------------------------- |
| 0                | 0                 | 2                | 1                 | 0                                | 2                             | 2                                 | 0                               | 0                           |

## Voetnoten
ADO Den Haag ·
Ajax ·
AZ ·
SC Cambuur ·
FC Dordrecht ·
Excelsior ·
Feyenoord ·
Go Ahead Eagles ·
FC Groningen ·
sc Heerenveen ·
Heracles Almelo ·
NAC Breda ·
PEC Zwolle · 
PSV ·
FC Twente ·
FC Utrecht ·
Vitesse ·
Willem II